# Re per una notte (programma televisivo)
Re per una notte è stato un programma televisivo italiano, condotto da Gigi Sabani su Italia 1 intorno alla metà degli anni '90 basato sul format olandese Soundmixshow.

## Il programma
Collaudato con un riscontro positivo il 14 dicembre 1994, il programma è andato in onda per due edizioni su Italia 1 in prima serata. La prima serie è andata in onda dal 7 marzo al 6 giugno 1995, mentre la successiva dal 30 gennaio al 21 maggio 1996. Il cast era composto, oltre al conduttore Gigi Sabani, anche da Katia Noventa, Pamela Prati, Alberto Tovaglia e Marco Milano nei panni del suo personaggio "Mandi Mandi".
Il programma era una gara tra dilettanti-fan di cantanti famosi (sette per ogni puntata), che si sfidavano imitando ciascuno il proprio "mito", venendo spesso incoraggiati dagli stessi personaggi famosi. Il vincitore veniva scelto dal giudizio combinato di una giuria tecnica e dal televoto (il programma era in diretta).
Nella prima edizione vi era anche uno spin-off riservato a concorrenti giovanissimi e intitolato Re per una notte bambini, la cui formula non era identica a quella del programma principale e il vincitore veniva scelto dal giudizio combinato di una giuria tecnica anziché dal televoto (il programma non era in diretta).

## Remakes
Durante le estati 1999–2000 Mike Bongiorno e Ellen Hidding presenteranno, sempre sulle reti Mediaset, un nuovo adattamento del format olandese Playback Show (ma solo con solo la giuria tecnica e senza televoto, in quanto registrata) dal titolo Momenti di gloria.
Nell'estate 2005 va in onda un altro programma simile dal titolo, Sei un mito con la conduzione di Teo Teocoli e Roberta Capua (ma quest'ultimo ufficialmente è ripreso dal format Performing Us della televisione statunitense Fox e importato dalla Endemol).
L'11 novembre 2008 Lorella Cuccarini conduce su Canale 5 la puntata pilota di È nata una stella gemella, trasmissione prodotta da Endemol Italia, gara fra 10 concorrenti, che cercano di emulare fra gli altri Laura Pausini, Renato Zero, gli ABBA, Ligabue, Eros Ramazzotti, Pino Daniele, Madonna, i Beatles e i Bee Gees. Lo share al di sotto del 18% non premia il programma, che non avrà seguito.
Nella primavera 2025 va in onda su Nove, Like a Star: versione italiana di Starstruck della ITV (una versione rielaborata del precedente Soundmixshow). Condotto da Amadeus con la giuria formata da Elio, Serena Brancale e Rosa Chemical.